# Ujong Blang (Kuta Blang)
Ujong Blang is een bestuurslaag in het regentschap Bireuen van de provincie Atjeh, Indonesië. Ujong Blang telt 408 inwoners (volkstelling 2010).